# Saggio sulla lucidità
(Un passo del discorso del presidente della repubblica agli abitanti della città che ha votato in massa scheda bianca)
Saggio sulla lucidità (titolo originale, in lingua portoghese: Ensaio sobre a Lucidez) è un romanzo dello scrittore e premio Nobel per la letteratura portoghese José Saramago, edito nel 2004. Può essere considerato un seguito del romanzo Cecità (Ensaio sobre a Cegueira, che gli valse il Nobel nel 1998) del 1995, in quanto accomunato a questo dalla presenza di alcuni personaggi.

## La trama
La narrazione inizia con la presentazione del seggio quattordici delle elezioni nazionali, a cui oltre al Presidente di seggio sono presenti il rappresentante del partito di destra, del partito di mezzo e del partito di sinistra. La mattina delle elezioni sulla città vi è un grande acquazzone, che causa il mancato arrivo dei cittadini votanti; la situazione sembra normalizzarsi solo nel pomeriggio, quando - finita la pioggia - tutti i cittadini si presentano in massa, scatenando la curiosità di poliziotti, che però non riescono a trovare risposte a questa anomalia. Lo spoglio delle schede rivela che circa il 75% delle schede sono bianche, quindi la maggior parte dei cittadini si è astenuta. Subito tutto il governo è sconcertato e decide di fissare un'altra data per le elezioni, in un giorno in cui il maltempo non possa incidere sul risultato, con la differenza che questa volta delle spie inviate dal governo monitoreranno e registreranno tutti i movimenti e le frasi degli elettori, nel caso qualcuno rivelasse informazioni importanti sul motivo di tante astensioni alle precedenti elezioni. Alle nuove elezioni il flusso di gente è molto più regolare, ma alla fine dello spoglio delle urne il risultato è ancora più catastrofico della volta precedente: il risultato delle elezioni vede il p.d.d. con l'8% dei voti, il p.d.m. con il 7%, il p.d.s. con il 2%, e una percentuale di schede bianche pari all'83%.
Il gabinetto ministeriale è sconvolto e crede che sia in atto un movimento di protesta da parte dei cittadini contro lo Stato; inoltre al governo, come nelle vie della città, la parola “bianco” inizia a incutere timore, al punto che, per evitare di usarla, il nome di oggetti di uso comune è storpiato. Il governo decide di abbandonare completamente la capitale insieme a tutte le forze dell’ordine (eccetto i pompieri): l'esilio dalla capitale è programmato per le tre di mattina, cosicché i cittadini scoprano di questa “fuga” solo qualche ora più tardi dai giornali o dalla televisione. All’ora prestabilita tutti gli organi coinvolti si trovano sulla strada principale pronti per cominciare questa uscita di massa. Man mano che la comitiva prosegue lungo la via le luci delle case che costeggiano la strada si accendono come se le famiglie fossero state informate di quello che sta succedendo. Nelle settimane successive i cittadini della capitale tuttavia sembrano non accusare il colpo: né i furti né gli stupri sono aumentati, e tutti quanti hanno continuato a lavorare ordinariamente.
In città l'unica autorità rimasta è il sindaco, che resta in contatto con il presidente della repubblica tramite telefono; i confini sono sempre sorvegliati dai militari di modo tale che nessun cittadino possa uscire. Proprio dopo una telefonata con il presidente della repubblica, alla fine della quale il sindaco è deciso a dimettersi dalla sua carica, nella stazione centrale della città esplode una bomba. I morti sono circa una trentina, e il governo attribuisce la colpa dell’attentato ai “biancosi”, cioè i presunti cospiratori a capo del movimento delle schede bianche; tuttavia in un discorso tra il presidente della repubblica e alcuni ministri emerge che la bomba è stata fatta collocare dal ministro dell’interno, proprio per avere un pretesto per colpevolizzare maggiormente i “nemici della patria”. Per screditarli il governo ricorre a ogni mezzo, come far piovere dei volantini da alcuni elicotteri.
Qualche giorno dopo, sulle scrivanie del ministro dell’interno, del presidente della repubblica e del primo ministro, arriva la lettera di un uomo che afferma che quattro anni prima - durante l’epidemia di cecità che aveva colpito l’intero Stato - lui e altre cinque persone erano state salvate dalla morte da una donna, moglie di un medico oculista, che non aveva contratto “il mal bianco”, e che tra l’altro aveva commesso un omicidio proprio durante quel periodo; l’uomo insinua anche quella donna, che qualche anno prima li aveva salvati dalla cecità, questa volta sia coinvolta con il movimento delle schede bianche. Subito la lettera è considerata di massima segretezza e viene istituito un gabinetto per analizzare la questione, nel quale è stabilito di istituire una squadra composta da un commissario, un ispettore e un agente di seconda classe, allo scopo indagare sulla moglie del medico ed eventualmente usarla come capro espiatorio.
La squadra decide di iniziare le indagini interrogando l’autore della lettera. Durante il colloquio con l’uomo emerge che questa persona è il primo a essere diventato cieco, e che ha conosciuto gli altri cinque quando - insieme a quella che ormai è la sua ex moglie - si era recato nello studio dell'oculista, marito della donna oggetto della lettera, subito dopo essere divenuto cieco; i membri della comitiva si frequentano ancora, ad eccezione di questo “primo cieco”, che ha deciso di allontanarsi da quella compagnia dopo avere divorziato dalla moglie. Per lo stupore del primo cieco, il commissario non sembra interessato a indagare sul collegamento che secondo lui esiste tra l’epidemia di cecità e quella di schede bianche, piuttosto sembra interessato a sapere dell’omicidio che la moglie del medico avrebbe commesso dentro il manicomio, di cui non ci sono né prove né testimoni oculari. Alla fine del colloquio tra l’uomo e i tre delegati dal ministero, il commissario chiede al primo cieco di fornirgli - oltre al nome e all’indirizzo di tutti i partecipanti del gruppo (tranne del ragazzino strabico) - una foto in cui compare tutta la comitiva. Dopo di ciò, il commissario suddivide i compiti tra i suoi sottoposti: l’ispettore interrogherà il vecchio dalla benda nera e la ragazza dagli occhiali scuri (due membri della comitiva), l’agente di seconda classe si occuperà dell'ex moglie del primo cieco, mentre il commissario interrogherà la moglie del medico e suo marito.
Recatosi il commissario a casa dei due coniugi presunti colpevoli della rivolta delle schede bianche, la moglie del medico - tra le altre cose - confessa senza reticenze al commissario dell'omicidio commesso. Al termine del colloquio il commissario non ha prove concrete per sospettare della moglie del medico, e neanche i suoi collaboratori ne hanno, quindi stabiliscono di continuare a pedinare i membri della comitiva. Il commissario inizia ad avere una fede sempre meno salda nella propria missione; due giorni dopo incontra in un parco la moglie del medico, con il cane delle lacrime (o Costante). Dopo una conversazione alquanto informale con essa, il commissario è piuttosto convinto dell’innocenza della donna. La sera il ministro dell'interno chiede al telefono al commissario di consegnargli la foto della comitiva, tramite un intermediario (un uomo con la cravatta blu a pallini bianchi). Il giorno successivo il commissario consegna la foto e la sera decide di confessare al ministro dell’interno i suoi dubbi sulle indagini, ai quali il ministro reagisce dicendo che la sua missione non è scoprire se la donna è innocente o meno, bensì incastrarla a ogni costo, anche inventando delle prove. Il commissario si rifiuta comunque di accettare la colpevolezza della donna, allora il ministro dell’interno decide di richiamare i due aiutanti del commissario e fa rimanere quest'ultimo in città, nel caso voglia “rivedere” la sua posizione. Allora il commissario si reca dalla moglie del medico ad avvisarla del rischio che corre; poi riceve una telefonata del ministro dell’interno, che lo avvisa di guardare il giornale il giorno seguente.
La mattina successiva tutti i giornali tranne due riportano titoli che condannano la moglie del medico come capo del movimento delle schede bianche; allora il commissario scrive una lettera in cui racconta la propria missione (e espone la convinzione che la donna sia innocente) e la porta a uno dei due giornali che non si sono piegati alle minacce del ministero. Il direttore del giornale accetta di pubblicare la lettera sotto un titolo che avrebbe ingannato la censura, avvisando il commissario che il governo impiegherà poco per risalire all’autore della lettera e prendere provvedimenti per impedirne la diffusione. Il giorno dopo l’articolo esce e il giornale - che normalmente non attira molti lettori - comincia ad andare a ruba, fino a che la censura governativa non procede al ritiro di tutte le copie. Questa tuttavia non funziona, perché la lettera del commissario viene fotocopiata da chi è riuscito ad acquistare il giornale e diffusa con grande rapidità.
Il giorno dopo il commissario si reca al parco, presso la panchina dove si era incontrato con la moglie del medico, ed è ucciso con un colpo di pistola dall’uomo con la cravatta blu a pallini bianchi. Poco dopo il ministro dell’interno tiene una conferenza in cui accusa i “biancosi” di avere assassinato l’uomo che stava investigando su di loro e che il prima possibile il commissario defunto sarà insignito della massima onorificenza; dopo di ciò il ministro dell'interno riceve una chiamata del primo ministro, che lo dimette dalla sua carica per avere esagerato uccidendo il commissario. La mattina del giorno seguente a casa della moglie del medico si presentano dei poliziotti che sequestrano l’oculista per un interrogatorio; la donna si reca sul terrazzo, dove l’uomo con la cravatta blu a pallini bianchi le spara due colpi e uccide anche il cane delle lacrime, interrompendo il suo ululato.

## Edizioni
- José Saramago, Saggio sulla lucidità, traduzione di Rita Desti, collana "ET Scrittori" n. 1369, Torino, Einaudi, 2005,  pp. 290, cap. 18, non numerati, ISBN 978-88-06-17941-0.
- José Saramago, Saggio sulla lucidità, stessa traduzione, collana "UEF" n. 2273, Milano, Feltrinelli, 2011, ISBN 978-88-07-72273-8.